# Waffenstillstand von Ribnitz
Der Waffenstillstand von Ribnitz wurde am 7. April 1762 in Ribnitz zwischen Preußen und Schweden geschlossen.
Zu Beginn des Siebenjährigen Krieges hatte Schweden im Jahr 1757 Preußen den Krieg erklärt, konnte sich aber, nach anfänglichen Erfolgen gegenüber Preußen, nicht durchsetzen und die Verluste aus dem Großen Nordischen Krieg ausgleichen. Nach dem Tod von Zarin Elisabeth im Januar 1762 folgte ihr Peter III. auf den Thron. Er war ein Bewunderer Friedrichs II. und schloss mit ihm am 5. Mai 1762 den Frieden von Sankt Petersburg.
Der schwedische Staat stand kurz vor dem Bankrott und die russische Drohung, an der Seite Preußens in den Krieg einzutreten und der bisher nicht eingetretene Erfolg, führten auf schwedischer Seite zu dem Entschluss mit Preußen einen Waffenstillstand abzuschließen.
Durch Vermittlung der schwedischen Königin Luise Ulrike, einer Schwester des preußischen Königs Friedrich II., wurde der auf drei Monate befristete Waffenstillstand zwischen beiden Staaten abgeschlossen. Dieser mündete in den Frieden von Hamburg vom 22. Mai 1762.